# ハイスクールはゾンビテリア
『ハイスクールはゾンビテリア』（Return to Horror High）は、1987年のアメリカ合衆国のコメディホラー映画。1973年の日本未公開映画『Horror High』の続編である。

## 概要
前作から14年ぶりの続編。モンスター映画から、当時の流行りであったスラッシャー映画にジャンルを変えている。前作との繋がりは、同じ高校が舞台、前作の出来事が触れられているだけで物語の関連性は薄い。
下積み時代のジョージ・クルーニーが出演している事で有名である。
邦題に「ゾンビ」と記されているが、ゾンビは登場しない。それに『ハイスクールはダンステリア』のパロディタイトルだがこれも邦題のみで、内容は関係すらない。

## あらすじ
連続殺人事件があって廃校になった高校に事件をモチーフにした映画を撮るため撮影隊が訪れた。映画の撮影に紛れて、仮面の殺人鬼による本物の殺人が起きる。

## キャスト
- ヴィンセント・エドワーズ
- ブレンダン・ヒューズ
- スコット・ジャコビー
- リチャード・ブレストフ
- ジョージ・クルーニー